# Hyale californica
Hyale californica är en kräftdjursart som beskrevs av J. L. Barnard 1969. Hyale californica ingår i släktet Hyale och familjen Hyalidae. Inga underarter finns listade i Catalogue of Life.